# Милошевич, Ивана
Ивана Милошевич (серб. Ivana Milošević / Ивана Милошевић; род. 11 июня 1982, Свилайнац) — сербская гандболистка, левый вингер сербского клуба «Раднички» (Крагуевац) и сборной Сербии. Серебряный призёр Средиземноморских игр 2005 года и чемпионата мира 2013 года.

## Достижения

### Клубные
- Чемпионка Сербии: 2006, 2008
- Победительница Кубка вызова: 2007

### В сборной
- Серебряный призёр Средиземноморских игр: 2005
- Серебряный призёр чемпионата мира: 2013